# Octavio Vial
Octavio Vial   (Mèxic, 26 de novembre de 1918 - 19 de gener de 1989) va ser un futbolista i entrenador mexicà. Va formar part de l'equip mexicà a la Copa del Món de 1950 com a seleccionador.